# Aeroportul Ganzhou Huangjin
Aeroportul Ganzhou Huangjin (IATA: KOW, KOW, ICAO: ZSGZ) este un aeroport din Jiangxi, Republica Populară Chineză ce deservește zona Ganzhou⁠(d). Aeroportul a fost tranzitat în 2022 de 863.351 de pasageri. A fost deschis în 26 martie 2008 și numit după zona deservită.
aeroportul dispune de o singură pistă.